# Mayiendit (condado)
O Condado de Mayiendit é uma área administrativa do estado de Unidade, Sudão do Sul. 